# Distretto di Sant Kabir Nagar
Il distretto di Sant Kabir Nagar è un distretto dell'Uttar Pradesh, in India, di 1 424 500 abitanti. È situato nella divisione di Basti e il suo capoluogo è Khalilabad.